# Odontodes albidorsa
Odontodes albidorsa är en fjärilsart som beskrevs av Embrik Strand 1917. Odontodes albidorsa ingår i släktet Odontodes och familjen nattflyn. Inga underarter finns listade i Catalogue of Life.